# 魔力紅
魔力紅（英語：Maroon 5）是一個來自美國加利福尼亞州洛杉磯的流行搖滾樂團。現時樂團成員包括主唱亞當·列維、鍵盤手和旋律吉他手傑西·卡麥可、主音吉他手詹姆斯·瓦倫丁、鼓手马特·弗林、鍵盤手PJ莫顿和贝斯手萨姆·法勒。1994年，樂團的4個原成員亞當·李維（主唱、主音吉他）、傑西·卡麥可（旋律吉他、和聲）、米基·麥登（貝斯吉他）和瑞安·杜西克（鼓手）在他們就讀高中的時候組建起了一支名為「卡拉之花」（Kara's Flowers）的樂團。樂團逕自發行了專輯《We Like Digging?》後與Reprise唱片簽約，之後又在1997年發行了專輯《The Fourth World》。但專輯反響不佳，樂團成員離開了唱片公司，去大學繼續學習。
2001年，樂團加入了新成員詹姆斯·瓦倫丁，並以「魔力紅」的名稱重組。卡麥可也被調至演奏鍵盤樂器，這也成為了他之後彈奏的主要樂器。在這些變化之後，魔力紅與J唱片的子公司Octone唱片簽約，在2002年6月發行了他們的首張專輯《珍·情歌》。專輯的首支單曲《快要窒息》獲得電台熱烈反響，讓專輯空降美國《公告牌》二百强专辑榜第6名。2004年，專輯獲得白金銷量認證，被冠以“千禧年慢熱”的稱號。次年，樂團贏得了“葛萊美獎最佳新人”。之後的幾年，為宣傳專輯，魔力紅開展了全球巡迴演唱會。這幾年中，樂團還發行了2張現場專輯《2003.1.22原音特輯》和《黑色星期五魔力現場》。2006年，由於手腕和肩膀嚴重受傷，度賽克正式離團，其位置由马特·弗林接替。樂團也開始著手錄製第2張錄音室專輯《著魔嗎·久等了》。專輯於2007年5月發行，取得了《公告牌》二百强专辑榜冠军。专辑的首支单曲《著了魔》取得了《公告牌》百强单曲榜冠军，是乐队在该榜单首支冠军单曲。
2010年9月，魔力红發行了他们第3张录音室专辑《愛不釋手》。专辑获得了乐评褒贬不一的评价。而乐队之后与克莉絲汀·阿奎萊拉合作的单曲《傑格舞步》取得了《公告牌》百强单曲榜冠军，大获成功，在2011年被收录于《愛不釋手》的再版中。2012年6月26日，乐队发行了他们第4张录音室专辑《無所不在》，专辑发行的4张单曲《公共电话》、《最后一夜》、《晨光》和《愛一場》都成為了熱門單曲。2012年，PJ莫顿正式加盟魔力紅，成為樂團的鍵盤手，自此，魔力紅有了6名成員。同年，幽靈星球樂團和萨姆·法勒成為了樂團巡演臨時成員。2014年，樂團與新視鏡唱片簽約，並發行了第5張錄音室專輯《第五輯》。專輯發行了《地圖》、《獸性大發》、《糖中毒》等熱門單曲。2016年年終，法拉爾成為了樂團的正式成員。2017年11月3日，樂團的第6張錄音室專輯《紅藍藥丸》發行。
截至2019年12月，魔力紅在全球已取得超過1.35億張歌曲銷量。

## 成員
- 亞當·李維 - 主唱、主音吉他、旋律吉他（1994 - 至今）

- 詹姆斯·瓦倫丁（英语：James Valentine (musician)） - 主音吉他、旋律吉他、和声（2001 - 至今）

- 傑西·羅亞·卡麥可 - 键盘、旋律吉他、和声（1994 - 至今，2012年暂时离团，于2013年回归）

- 马特·弗林（英语：Matt Flynn (musician)） - 鼓、打擊樂（2006 - 至今；2004 - 2006作为巡演伙伴成员）

- PJ莫顿（英语：PJ Morton） - 鍵盤手、合聲（2012年至今; 2010-12作为巡演伙伴成员）

- 萨姆·法勒（英语：Sam Farrar）

已离开成员
- 瑞安·杜西克（英语：Ryan Dusick） - 鼓、打击乐、和声（1994 - 2006）

- 米基·米奇·麥登 - 贝斯（1994 - 2020.07.15）

## 專輯列表
- 《珍·情歌》（2002年）
- 《著魔嗎·久等了》（2007年）
- 《愛不釋手》（2010年）
- 《無所不在》（2012年）
- 《第五輯》（2014年）
- 《紅藍藥丸》（2017年）
- 《喬迪》（2021年）

## 主要获奖及提名

### 全美音乐奖
魔力红共获得过全美音乐奖7次提名，其中获奖3次。
| 年份 | 獲提名       | 獎項                   | 結果 |
| ---- | ------------ | ---------------------- | ---- |
| 2004 |              | 最受歡迎突破藝人       | 提名 |
| 2005 | 魔力红       | 最受歡迎成人當代藝人   | 提名 |
| 2007 | 魔力红       | 最受歡迎樂團/組合/團體 | 提名 |
| 2011 | 魔力红       | 最受歡迎樂團/組合/團體 | 獲獎 |
| 2012 | 魔力红       | 年度歌手               | 提名 |
| 2012 | 魔力红       | 最受歡迎樂團/組合/團體 | 獲獎 |
| 2012 | 《无所不在》 | 最受歡迎流行/搖滾專輯  | 提名 |
| 2013 | 魔力红       | 最受歡迎成人當代藝人   | 獲獎 |

### 全英音乐奖
魔力红获得过4项全英音乐奖提名。
| 年份 | 獲提名      | 獎項         | 結果 |
| ---- | ----------- | ------------ | ---- |
| 2005 | 魔力红      | 最佳国际组合 | 提名 |
| 2005 | 《珍·情歌》 | 最佳国际专辑 | 提名 |
| 2005 | 魔力红      | 国际突破艺人 | 提名 |
| 2012 | 魔力红      | 最佳国际组合 | 提名 |

### 格莱美奖
魔力红共获得11项格莱美奖提名，其中3次获奖。
| 年份 | 獲提名                                             | 獎項                 | 結果 |
| ---- | -------------------------------------------------- | -------------------- | ---- |
| 2005 | 魔力红                                             | 最佳新人             | 獲獎 |
| 2005 | She Will Be Loved                                  | 最佳流行组合或合唱团 | 提名 |
| 2006 | This Love （Live – Friday the 13th）               | 最佳流行组合或合唱团 | 獲獎 |
| 2008 | Makes Me Wonder                                    | 最佳流行组合或合唱团 | 獲獎 |
| 2008 | 《着魔吗·久等了》                                  | 最佳流行演唱专辑     | 提名 |
| 2009 | Won't Go Home Without You                          | 最佳流行组合或合唱团 | 提名 |
| 2009 | If I Never See Your Face Again （合作艺人 蕾哈娜） | 最佳流行对唱         | 提名 |
| 2011 | Misery                                             | 最佳流行组合或合唱团 | 提名 |
| 2012 | Moves Like Jagger （合作艺人 克里斯蒂娜·阿奎莱拉） | 最佳流行组合或团体   | 提名 |
| 2013 | Payphone （合作艺人 维兹·卡利法）                  | 最佳流行组合或团体   | 提名 |
| 2013 | 《无所不在》                                       | 最佳流行演唱专辑     | 提名 |

### 公告牌音乐奖
| 年份 | 獲提名            | 獎項               | 結果 |
| ---- | ----------------- | ------------------ | ---- |
| 2005 | 魔力红            | 年度数字艺人       | 獲獎 |
| 2005 | 魔力红            | 年度艺人           | 提名 |
| 2005 | 魔力红            | 年度组合或团体     | 提名 |
| 2005 | 魔力红            | 年度Hot 100艺人    | 提名 |
| 2005 | This Love         | 年度Hot 100单曲    | 提名 |
| 2005 | 魔力红            | 年度主流Top 40艺人 | 提名 |
| 2005 | This Love         | 年度主流Top 40单曲 | 提名 |
| 2005 | This Love         | 年度数字歌曲       | 提名 |
| 2007 | 《着魔吗·久等了》 | 最佳数字专辑       | 獲獎 |
| 2012 | Moves Like Jagger | 最佳Hot 100单曲    | 提名 |
| 2012 | Moves Like Jagger | 最佳流媒体歌曲     | 提名 |
| 2012 | Moves Like Jagger | 最佳数字歌曲       | 提名 |
| 2012 | Moves Like Jagger | 最佳流行歌曲       | 提名 |
| 2012 | 魔力红            | 最佳团体或组合     | 提名 |
| 2013 | 魔力红            | 最佳艺人           | 提名 |
| 2013 | 魔力红            | 最佳Hot 100艺人    | 獲獎 |
| 2013 | 魔力红            | 最佳电台歌曲艺人   | 提名 |
| 2013 | 魔力红            | 最佳数字歌曲艺人   | 提名 |
| 2013 | 魔力红            | 最佳团体或组合     | 提名 |
| 2013 | 魔力红            | 最佳流行艺人       | 提名 |
| 2013 | Payphone          | 最佳Hot 100单曲    | 提名 |
| 2013 | Payphone          | 最佳电台歌曲       | 提名 |
| 2013 | Payphone          | 最佳流行歌曲       | 提名 |
| 2013 | Payphone          | 最佳数字歌曲       | 提名 |
| 2013 | One More Night    | 最佳Hot 100单曲    | 提名 |
| 2013 | One More Night    | 最佳电台歌曲       | 提名 |
| 2013 | One More Night    | 最佳流行歌曲       | 提名 |
| 2013 | 《无所不在》      | 最佳流行专辑       | 提名 |

### MTV音乐录影带大奖
| 年份 | 獲提名                            | 獎項               | 結果 |
| ---- | --------------------------------- | ------------------ | ---- |
| 2004 | This Love                         | 最佳新人           | 獲獎 |
| 2004 | This Love                         | 最佳团体音乐录影带 | 提名 |
| 2007 | 魔力红                            | 最佳团体           | 提名 |
| 2012 | Payphone （合作艺人 维兹·卡利法） | 最佳流行音乐录影带 | 提名 |

## 巡回演唱会
- 珍·情歌巡迴演唱會（2002–2004年）
- 第5屆本田喜美巡迴演唱會（英语：Honda Civic Tour#2005）（2005年）
- 著魔嗎·久等了巡迴演唱會（2007–2008年）
- 返校巡迴演唱會（2009年）
- 棕櫚樹與電力線巡迴演唱會（2010年）
- 愛不釋手巡迴演唱會（2010–2012年）
- 無所不在巡迴演唱會（英语：Overexposed Tour）（2012–2014年）
- 第12屆本田喜美巡迴演唱會（英语：12th Annual Honda Civic Tour）[16]（2013年）
- 魔力紅第五輯巡迴演唱會（英语：Maroon V Tour）（2015–2017年）
- 紅藍藥丸巡迴演唱會（英语：Red Pill Blues Tour）（2018年）
- America and Asia Tour美亞巡迴演唱會（英语：Tour）（2019年）高雄，3月1日
- Maroon 5 Red Pill Blues Tour (2019) 澳門, 3月3日

## 外部連結
- （英文）Maroon 5 官方網站 （页面存档备份，存于）
- （英文）魔力紅的X（前Twitter）
- （英文）魔力紅的Facebook專頁
- （英文）YouTube上的魔力紅頻道
- （英文）魔力紅的MySpace主頁
- （繁體中文）魔力紅的Instagram帳戶
- （英文）魔力紅的新浪微博
- （简体中文）Maroon5網易雲音樂主頁 （页面存档备份，存于）
- （英文）Official Fan Club （页面存档备份，存于）
- （英文）Official Maroon5 Blog
- （英文）Maroon5 French Fansite
- （英文）Maroon5ed Fansite
- （英文）Maroon 5 Lyrics
- （英文）Maroon5links.tk （页面存档备份，存于）
- （英文）Maroon 5 collection at the Internet Archive's live music archive
- （繁體中文）新力博德曼音樂藝人檔案 魔力紅